# Deslizamentos de Storegga

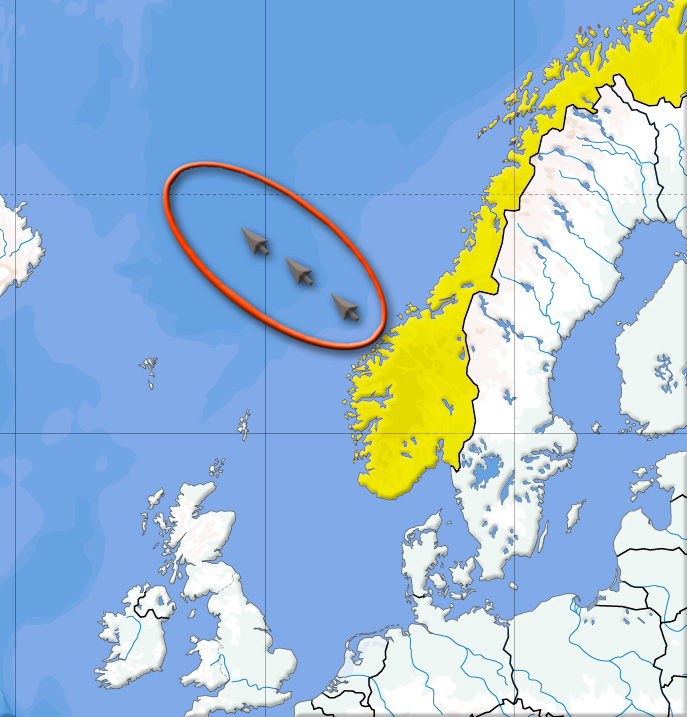
Localização dos deslizamentos de Storegga

Os três deslizamentos de Storegga estão entre os maiores deslizamentos de terra conhecidos. Ocorreram sob a água, no limite da plataforma continental norueguesa (Storegga é o norueguês para "Grande Limite"), no Mar da Noruega, 100 km ao noroeste da costa de Møre, causando um imenso tsunami no Atlântico Norte. Estima-se que este colapso envolveu cerca de 290 km de plataforma costeira, totalizando um volume de 3.500 km3 de fragmentos. Baseado em datação de carbono do material recuperado de sedimentos depositados pelo tsunami, o último incidente ocorreu cerca de 6100 a.C. Na Escócia, traços do tsunami subsequente foram preservados, com o sedimento sendo descoberto em Montrose Basin, o Firth of Forth, mais de 80 km terra adentro e a 4 metros acima do nível normal das marés.